# República Democràtica de l'Azerbaidjan
La República Democràtica de l'Azerbaidjan (àzeri: Azərbaycan Xalq Cümhuriyyəti, آذربایجان جومهوریتی) fou el primer estat modern proclamat a l'Azerbaidjan. També fou el primer estat democràtic i secular en el món islàmic (anterior a la República de Turquia). Fou fundada el 28 de maig de 1918 pels membres àzeris del Seim de Transcaucàsia i militants del Consell Nacional Musulmà a Tbilisi. Gandja fou escollida com a capital provisional de la República perquè Bakú estava sota control bolxevic fins a 1919, i Fath Ali-Khan Khoyski en fou nomenat primer ministre.

## Antecedents
L'abril del 1918 els Musavat àzeris, amb els menxevics georgians i els dashnak armenis, convocaren l'Assemblea Constituent de Transcaucàsia (Seim), que tenia 33 representants àzeris, 33 armenis i 33 georgians, i es proclamaren independents.
Simultàniament, entre el 1917 i el 1920 es va produir a Tabriz l'aixecament de Sayj Muhammad Khiabani (1880-1920), nacionalista progressista, prorús i antibritànic, dirigent del Partit Democràtic de l'Azerbaidjan, influït pel Musavat. qui havia fundat el diari Tadjaddud (Progrés) i que havia estat empresonat a Urmia quan les tropes russes ocuparen Tabriz el 1917. El 1919 va tornar a Tabriz i va proclamar el Govern Provisional de l'Azerbaidjan Iranià. Però el nou xah, Riza Xah, hi envià com a nou governador Mahdi Kuli Hidayat, qui en sis mesos va acabar amb la revolta.

## Història
El 28 de maig del 1918 es va dissoldre per la seva inoperativitat el Seim de Transcaucàsia, raó per la qual els dirigents de Musavat es reuniren a Gandja i proclamaren la independència de la República de l'Azerbaidjan, amb la formació d'un govern democràtic i la concessió del sufragi a les dones. El 4 de juny fou nomenat president Fath Ali-Khan Khoyski (1875-1920), Mehmet Yusif Jafarov (1885-1938) cap del parlament, Samed Bek Mehmandar de defensa, Aslan Bek Safikurdsky de treball i Nasib Yusifbeyli (1881-1920) primer ministre, però els bolxevics de Gummet, que controlaven el soviet de Bakú, els organitzaren una administració paral·lela. Per aquest moviu demanaren ajut a l'exèrcit turc contra els soviets, alhora que rebien armes i suport britànic per combatre els nacionalistes. El 4 de juny del 1918 els soldats turcs de Khalil Paixà (1881-1957), germanastre d'Enver Paixà, comandant turc al Caucas, després que se signés un tractat d'amistat entre Azerbaidjan i Turquia, van convocar l'elecció d'una Assemblea de l'Azerbaidjan, amb el repartiment d'escons següent
| Partit         | Escons |
| Musavat        | 30     |
| Gummet         | 11     |
| Unió Musulmana | 3      |

Sultan Medzhid Efendijev (1887-1937) fou nomenat per Lenin Comissari pels Afers Musulmans a Transcaucàsia. Turcs i àzeris derrotaren soviets i armenis a Geokchay (27 de juny), i el nou de setembre adoptaren per primer cop la bandera tricolor. El general Dunsterville va ocupar Bakú pels aliats del 17 d'agost al 14 de novembre del 1918. Però les tropes alemanyes (que havien donat suport i armes a l'exèrcit georgià) i turques de Nuri Paixà ocuparen Bakú el 15 de setembre del 1918, afusellaren Azizbekov, Shahumian i d'altres dirigents bolxevics (els anomenats 26 comissaris de Baku) i reorganitzaren el país, alhora que hi traslladaven la capital (fins aleshores era Gandja). Van reactivar la major part d'organitzacions polítiques i nacionals, prohibides pels soviètics, i editaren un diari oficial, Azerbaijan per publicar les lleis del nou govern.
Però el govern turc es va rendir als aliats el 31 d'octubre del 1918. Les tropes turques a l'Azerbaidjan, però, no es van rendir, sinó que la majoria passaren a formar part del nou exèrcit regular àzeri, tot i que els oficials es retiraren quan se signà l'armistici de Mudros, mentre que Khalil Paixà era internat a Batumi. D'aquesta manera, el 17 d'octubre tornaria a mans aliades, i el 28 de desembre del 1918 el general anglès Thomson, enviat pels aliats a Bakú per curar de llurs interessos, reconegué al Musavat com a autoritat local, tot i els atacs que patia el país per les tropes d'Anton Denikin. El 19 de novembre del 1918 es formà el Consell Nacional Àzeri, amb 80 musulmans, 23 armenis, 10 russos, un jueu i un alemany, que el 7 de desembre passaria a ser un parlament, presidit per Alimardan bek Toptxibaixev (1862-1934), qui feia també d'ambaixador a Istanbul, i Gasan bek Agayev. Aleshores proposaren la formació d'una nova assemblea de 96 membres
| Partit                | Líder                      | Escons |
| Musavat               | Mammed Amin Rasulzade      | 38     |
| Ittihad               | K. Karabekov               | 13     |
| Gummet                | S. S: Agamalov             | 13     |
| Dashnak               | A. Malhazian               | 6      |
| Minories nacionals    | L. Y. Kun                  | 7      |
| Ehrar                 | A. Kardeshev               | 5      |
| Grup Armeni           | A. Poronian                | 5      |
| Societat Russo-Eslava | V.V. Klepovski             | 4      |
| Independents          | B. Akhundov                | 3      |
| Sense partit          | Alimardan bek Toptxibaixev | 4      |
| Esquerra independent  | A. Efendijev               | 1      |

Ofensiva otomana al Caucas, 1918

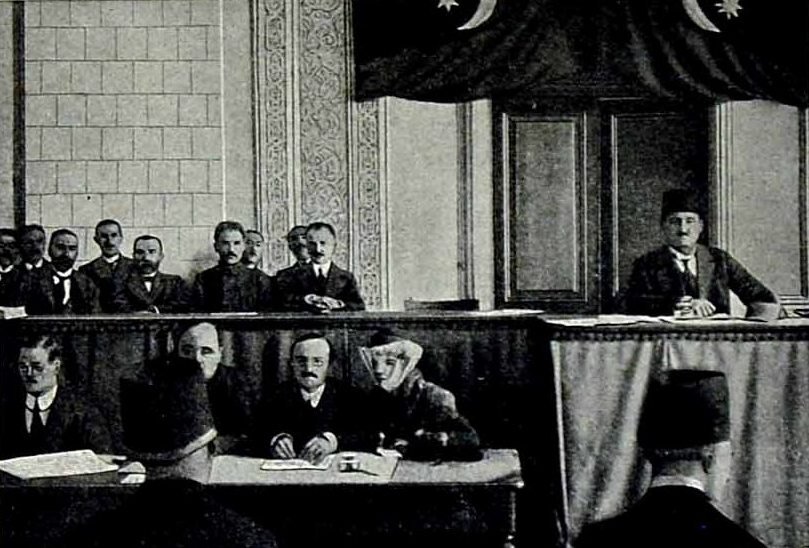
La primera reunió del Parlament de la República Democràtica de l'Azerbaidjan, que va registrar la bandera tricolora 7 de desembre del 1918.

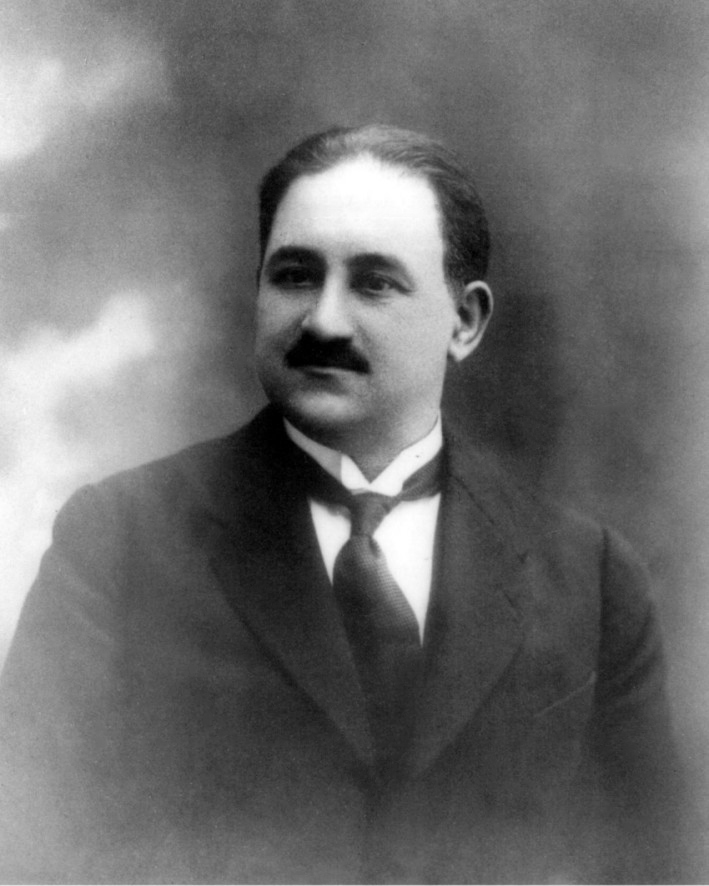
Mammed Amin Rasulzade

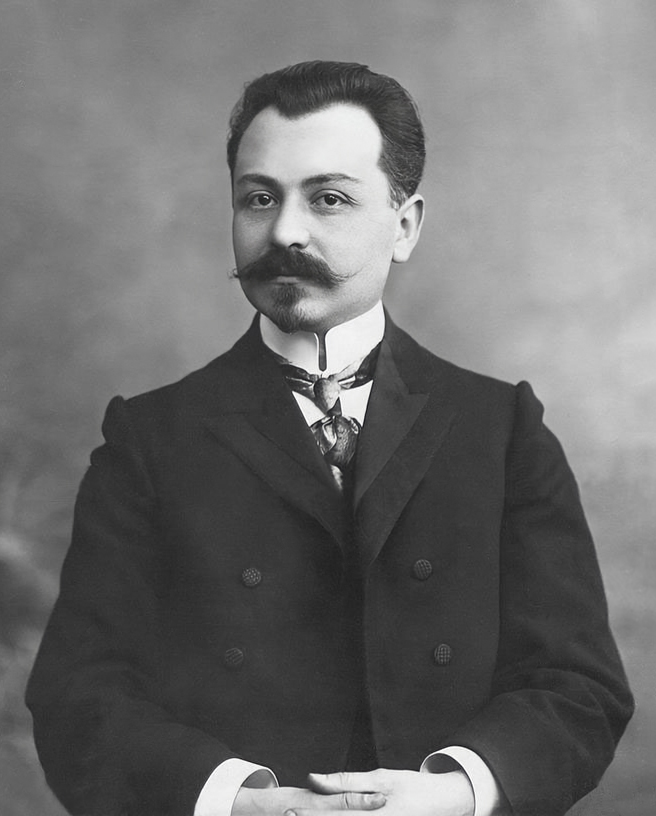
Fatali Khan Khoyski

Endemés, el 23 de desembre del 1918 Alimardan bek Toptxibaixev es va reunir amb representants del govern dels EUA, l'ambaixador Brown i alguns assessors militars, i el 6 de gener del 1919 amb el plenipotenciari Naeks, per tal de convèncer-los de donar suport a un Azerbaidjan independent o bé a una Federació Caucàsica també independent. Topshibajev també participà el gener del 1919 en la Conferència de París i en la d'Estats Transcaucàsics, que acabà en disputes territorials amb armenis i georgians. Pel setembre del 1919 es posà amb contacte amb el senador William Chandler per tal de fer un contrapès a l'important lobby armeni i que despertava sentiments antiturcs entre els polítics nord-americans. Alhora, el representant nord-americà Max Rabinov s'entrevistà amb el ministre de transports, H. Melik-Aslanov, i procurà sortida del petroli àzeri als EUA i la compra de manufactures, a canvi de 36 $ per barril i d'armament per a equipar 30.000 homes.
Es formarien diversos governs de coalició, que aprovaren lleis sobre la llibertat d'expressió, de premsa, d'associació i altres, alhora que enviaren una delegació encapçalada per Toptxibaixev a la Conferència de Pau de Versalles el gener del 1919. Del 25 de maig del 1918 al 24 d'abril del 1920 fou independent. Durant aquest període les forces seculars i religioses aconseguiren un modus vivendi en l'estructura primària secular. La nova constitució garantia la llibertat religiosa, però separava església i estat, i donava vot a les dones. El 25 d'agost del 1919 es va fundar la Universitat de Baku, s'aprovà una llei d'educació i s'editaren llibres en dialecte àzeri, i el març del 1919 declararen la guerra a Armènia per la qüestió de Nagorno-Karabagh, territori reclamat per ambdues nacions. El 16 de desembre del 1919 decidiren també formar un exèrcit nacional fort.
Per altra banda, el 18 de gener del 1919 Toptxibaixev es va entrevistar a París amb Henry Morgenthau, ambaixador dels EUA a Turquia i important financer, i envià una delegació al president dels Estats Units Woodrow Wilson amb sis requeriments:
- Reconeixement de la independència de l'Azerbaidjan
- Estendre l'aplicació dels 14 punts a l'Azerbaidjan
- Acceptar Azerbaidjan en la Lliga de Nacions
- Permetre a la delegació àzeri participar en la Conferència de Pau.
- Donar assistència militar a la República de l'Azerbaidjan
- Establir relacions diplomàtiques entre l'Azerbaidjan i els EUA.

El 8 de juliol del 1919, un cop acordat el Tractat de Versalles, Wilson i Morgenthau recomanaren James Harbord com a Alt Comissionat a Armènia, qui el 28 d'agost enviaria al colonel James Ray a l'Azerbaidjan com a comissionat. Aquest, després d'entrevistar-se amb el minisrtre àzeri d'exteriors, M. Djafarovim, proposà que Karabagh i Zangezur passessin a l'Azerbaidjan juntament amb Nakhitxevan, i proposà la creació d'una zona neutral del Sud de Nakhitxevan fins a Batumi sota control nord-americà. Així, aconseguiria que el 23 de novembre del 1919 Yusufbeyli, el georgià Gekchkori i l'armeni A. Hatisovim signessin una treva temporal, que volia ser l'inici de la creació d'un estat unit al Caucas i crear-hi un Alt Comandament, però els aliats es negaren. Endemés, des de l'estiu del 1919 Anton Denikin atacà el Caucas i les tropes britàniques abandonaren el país l'agost.
A finals de gener del 1920 signaren un acord econòmic amb l’American Comittee for Assistance in the Middle East per a proveir-los de petroli i querosè. El 15 de febrer del 1920 els aliats reconegueren el govern independent de Musavat, que havien instal·lat la capital a Gandzha, alhora que el Gummet s'unia al grup Adalet i adoptava el nom d’Azarbaycan Kommunist Partiyasi (Partit Comunista de l'Azerbaidjan, AKP), dirigit per Bakhramov. Aleshores, l'abril del 1920 donaren un cop d'estat dirigit per G. Sultanov i Said Efendijev, que aconseguiren el control de la zona de Bakú després de derrotar els russos blancs de Denikin, i des d'on demanaren suport a les tropes soviètiques, qui de seguida ocuparen el país. Jafarov signà l'acord de rendició per tal d'evitar vessament de sang.
Nogensmenys, els musavatistes es revoltaren del 28 d'abril al 30 de maig del 1920 contra els comunistes. Uns 12.000 homes dirigits per Nuri Paixa i D. Shilinskiy es van fer forts a Gandja, però aviat seran sufocats. Yusifbeyli fou assassinat el maig del 1920. D'altres grups, però, no seran dominats fins al 1925.